# فيليب بيلي
فيليب بيلي (13 يناير 1982 بنانت في فرنسا - ) (بالفرنسية: Philippe Billy)‏ هو لاعب كرة قدم فرنسي في مركز الدفاع. شارك مع منتخب فرنسا تحت 21 سنة لكرة القدم ومنتخب بريتاني لكرة القدم. أما مع النوادي، فقد لعب مع إمباكت مونتريال وستاد لافال ونادي باستيا ونادي بريست ونادي ليتشي ونادي مونز وUSJA Carquefou ‏.

## وصلات خارجية
- فيليب بيلي على موقع رابطة كرة القدم الفرنسية للمحترفين (الإنجليزية)
- فيليب بيلي على موقع قاعدة بيانات كرة القدم.إي يو (الإنجليزية)
- فيليب بيلي على موقع Soccerway.com (الإنجليزية)
- فيليب بيلي على موقع عالم كرة القدم.نت (الإنجليزية)
- فيليب بيلي على موقع GSA (الإنجليزية)